# Iglesia de Santa María la Real (Valberzoso)
La iglesia de'Santa María la Real se encuentra en la base del cerro de El Sestilón, en la parte más alta de la localidad de Valberzoso. Originalmente fue un monasterio bajo la advocación de Santa Eufemia y dependiente del monasterio premonstratense de Aguilar, del que se tiene primera noticia en un documento de cesión en 1173.
Consta de una nave con portada románica al sur protegida por un atrio del s XVII, espadaña a poniente y ábside semicircular. La fábrica es de sillares de arenisca dorada en el cuerpo principal del templo, mampostería en el atrio y sillarejos en la espadaña. La portada está formada por un arco de medio punto con cuatro arquivoltas hermosamente labradas con sogas, jaquetones y escocias entre base y capiteles. La puerta de madera conserva los herrajes medievales. El tambor del ábside, sobre el que sobresalen canecillos de figuras geométricas, está dividido en tres paños por dos contrafuertes. En el paño central y el sur se abren dos ventanas con columnillas ricamente adornadas. 
En el interior destacan las pinturas murales en el ábside, presbiterio y evangelio, con motivos hagiográficos de la vida de Cristo, probablemente del s XV. Es notable además la talla del s XIII en madera policromada con la imagen de Santa María y el Niño que albergaba la iglesia. Esta imagen fue restaurada en 2008 por el taller de la Fundación Santa María la Real y llevada al Museo Parroquial de Aguilar de Campoo. Restaurada dentro del Plan de Intervención del Románico Norte, descansa ahora en el museo parroquial de Aguilar de Campoo.